# Aetobatus ocellatus
Aetobatus ocellatus is een vissensoort uit de familie Aetobatidae. De wetenschappelijke naam van de soort is voor het eerst geldig gepubliceerd in 1823 door Kuhl.